# René Le Goff
Pour les articles homonymes, voir Le Goff.
René Le Goff (Paris (17e), 21 avril 1944 - Paris, 17 septembre 2010) est un dirigeant de basket-ball français, président de la Ligue nationale de basket de 2003 à sa mort. Il est également adjoint au maire du 15e arrondissement de Paris de 1995 à 2001, puis membre UMP du Conseil de Paris de 2001 à 2007.

## Biographie

### Cadre supérieur d'IBM et patron
Il fait carrière au sein de la société IBM, d'abord à IBM France à partir de 1969, puis à IBM Europe.

### Un dirigeant du basket français
Membre du Racing Club de France (RCF) à partir de 1958, il en est trésorier général puis vice-président entre 1982 et 1996. De 1967 à 2001, il préside la section basket-ball du Racing, devenue Paris Basket Racing en 1989. Il fait du Racing la première Société anonyme à objet sportif (SAOS) du basket-ball professionnel en 1988. Le club remporte le titre de champion de France en 1997. En 2000, le Racing fait signer son premier contrat professionnel à Tony Parker.
En 1995, il crée l'Union nationale des clubs professionnels de basket (UCPB), syndicat patronal représentant les clubs professionnels français de basket-ball, qu'il préside jusqu'en 2001.
En 2003, il succède à Alain Pelletier à la tête de la Ligue nationale de basket. Durant sa présidence, il installe le All-Star Game à Bercy, relance en 2003 le Tournoi des As, qui devient la Semaine des As, et instaure la finale du championnat sur une manche sèche à Bercy. Afin d'accélérer le développement de la LNB, il commande également un « livre blanc », réalisé en 2005 dont l'objectif est de dresser un diagnostic complet de l'état du basket professionnel français.

#### Palmarès de président
- Champion de France : (1) 1997
- Finaliste de la Coupe de France : (1) 2000
- Président de l’Union nationale des clubs professionnels de basket de 1995 à 2001.
- Vice-président et membre du comité exécutif de l'Union des ligues européennes de basket-ball de 2003 à 2010

### Engagement politique
Adjoint au maire du 15e arrondissement de Paris (1995-2001), puis conseiller de Paris et conseiller du 10e arrondissement (2001-2008), il a été délégué pour l'Île-de-France du mouvement Idées action d'Alain Madelin, puis vice-président en 1998 de Génération libérale, qui a tenté de succéder à Idées action. Il est administrateur de l'Association pour la liberté économique et le progrès social de 2003 à son décès.

## Distinctions
- Commandeur de l'ordre national du Mérite (décret du 16 mai 2008)[5]
  - promu officier le 14 mai 1997[6], fait officier le 26 juin 1998[5]
  - nommé chevalier le 11 février 1986[7], fait chevalier le 25 mai 1986[6]